# 徳島県道207号鬼籠野国府線
徳島県道207号鬼籠野国府線（とくしまけんどう207ごう おろのこくふせん）は、徳島県名西郡神山町から徳島市に至る一般県道である。

## 概要
名西郡神山町鬼籠野から徳島市国府町南岩延に至る。徳島市鮎喰川の堤防あたりは2車線として整備されているが、大部分は1 - 1.5車線である。

### 路線データ
- 起点：名西郡神山町鬼籠野（徳島県道21号神山鮎喰線交点）
- 終点：徳島市国府町南岩延（国道192号交点）
- 総延長：14.555 km[1]

## 歴史
- 1959年（昭和34年）1月31日 - 徳島県道142号一宮中村線として認定。
- 1972年（昭和47年）3月10日 - 徳島県道207号一宮中村線として再認定。
- 1973年（昭和48年）6月29日 - 起点・終点を変更して鬼籠野国府線に。

## 路線状況

### 重複区間
- 徳島県道21号神山鮎喰線（徳島市一宮町）

### 道路施設

#### 橋梁
- 一宮橋（鮎喰川、徳島市）

#### トンネル
- 大桜隧道：延長131 m、1961年（昭和36年）竣工、名西郡神山町

## 地理

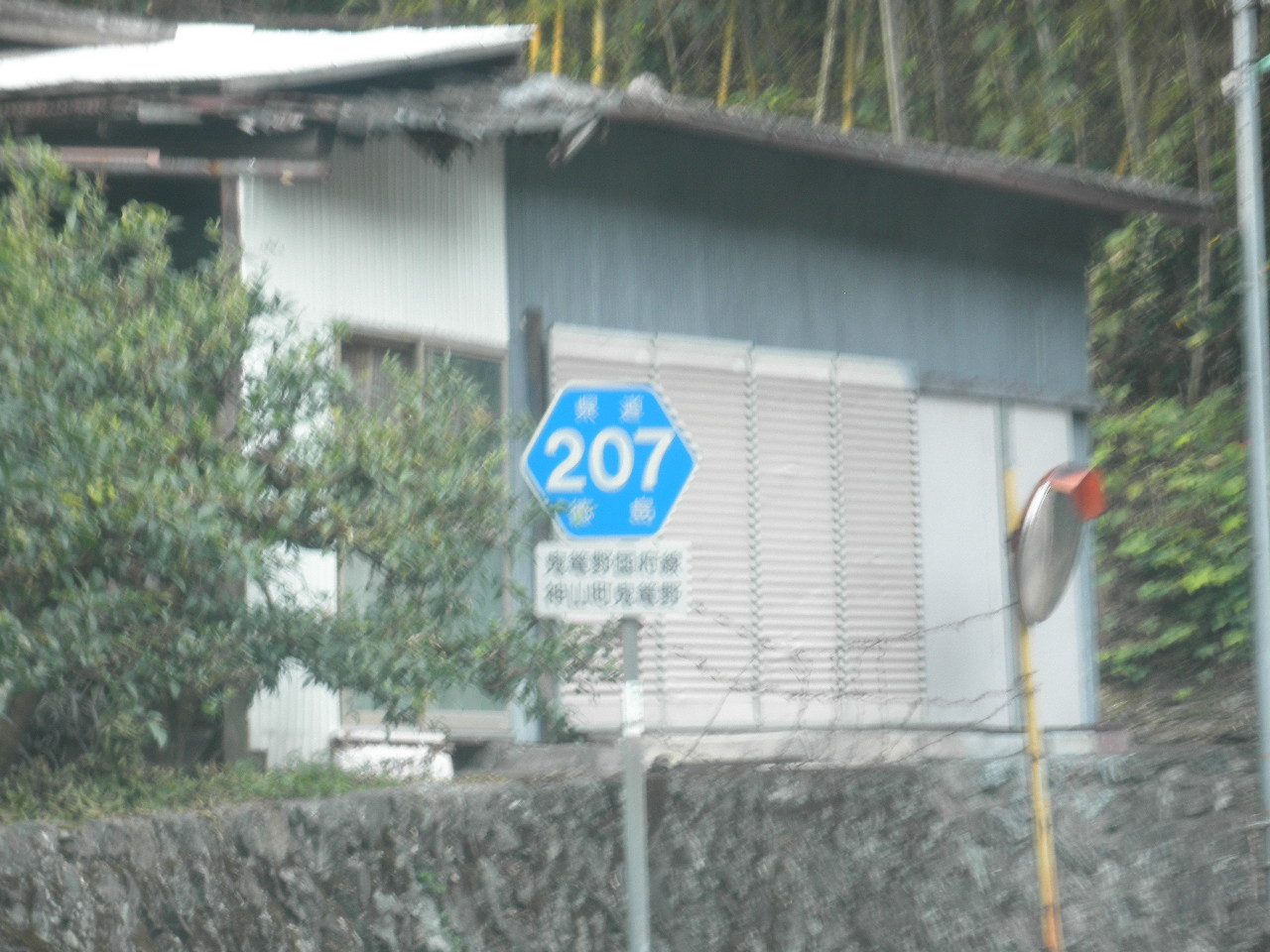
本道の標識
名西郡神山町鬼籠野字猪ノ頭で撮影

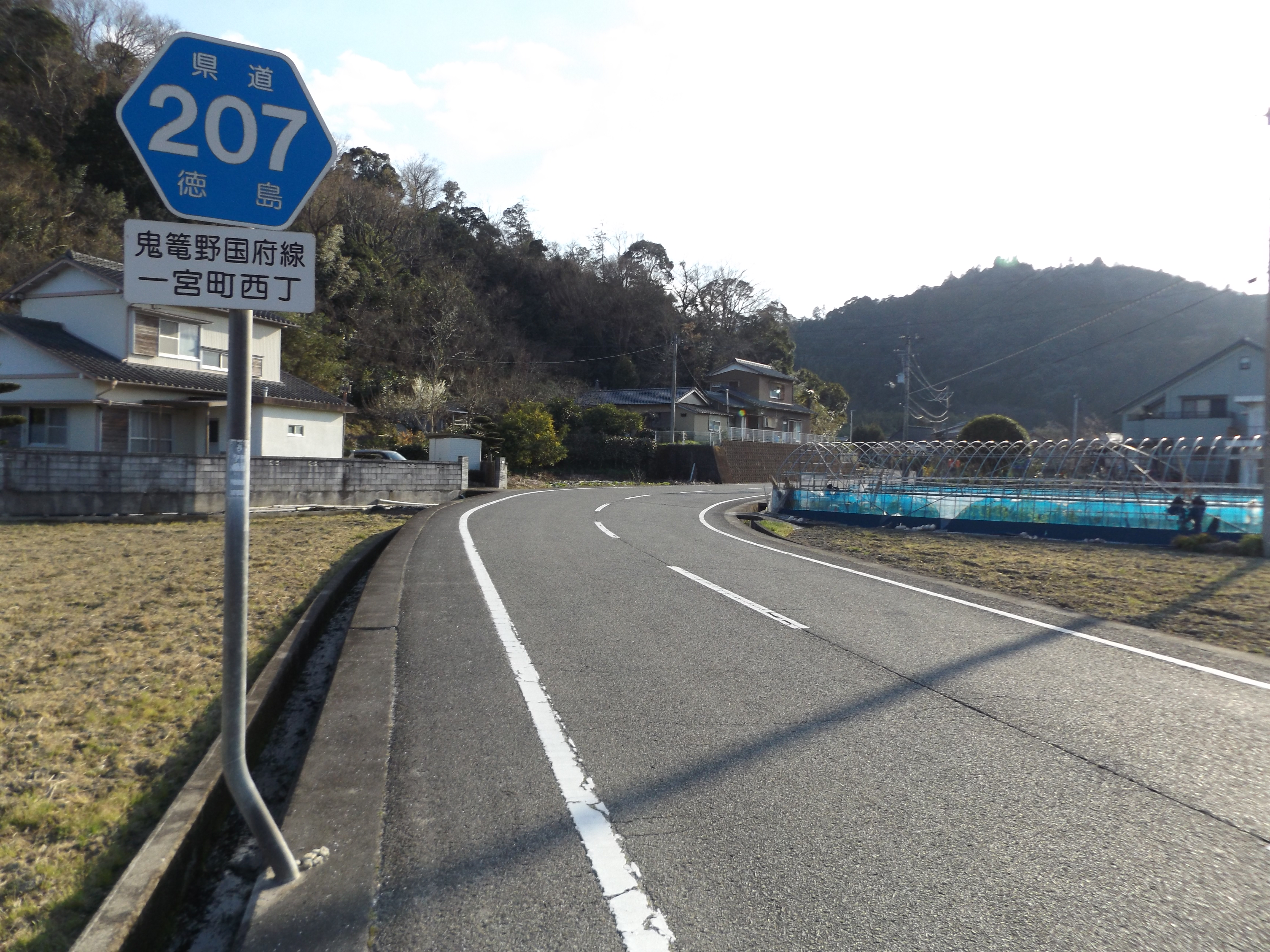
徳島市一宮町西丁

### 通過する自治体
- 徳島県
  - 名西郡神山町 - 徳島市

### 交差する道路
| 交差する道路                                                  | 市町村名 | 市町村名 | 交差する場所 | 交差する場所 |
| ------------------------------------------------------------- | -------- | -------- | ------------ | ------------ |
| 徳島県道21号神山鮎喰線                                        | 名西郡   | 神山町   | 鬼籠野       | 起点         |
| 徳島県道124号阿野上線                                         | 名西郡   | 神山町   | 鬼籠野       |              |
| 徳島県道21号神山鮎喰線 重複区間起点 徳島県道208号一宮下中筋線 | 徳島市   | 徳島市   | 一宮町       |              |
| 徳島県道21号神山鮎喰線 重複区間終点                           | 徳島市   | 徳島市   | 一宮町       |              |
| 国道192号 / 徳島南環状道路                                    | 徳島市   | 徳島市   | 国府町延命   |              |
| 国道192号 国道318号 重複                                      | 徳島市   | 徳島市   | 国府町南岩延 | 終点         |

### 沿線
- 神山森林公園
- 徳島市一宮小学校
- 鮎喰川